# Aphaniosoma asiaticum
Aphaniosoma asiaticum är en tvåvingeart som beskrevs av Ebejer 2007. Aphaniosoma asiaticum ingår i släktet Aphaniosoma och familjen gulflugor.
Artens utbredningsområde är Mongoliet. Inga underarter finns listade i Catalogue of Life.